# Mycalesis medontias
Mycalesis medontias är en fjärilsart som beskrevs av William Chapman Hewitson 1874. Mycalesis medontias ingår i släktet Mycalesis och familjen praktfjärilar. Inga underarter finns listade i Catalogue of Life.